# Bonifacius Cornelis de Jonge (1875-1958)
Bonifacius Cornelis (Bonne) de Jonge (Den Haag, 22 januari 1875 — Zeist, 24 juni 1958) was gouverneur-generaal van Nederlands-Indië. Hij was voorstander van een sterk overheidsgezag, zowel in Nederland als in Nederlands-Indië.

## Familie
De Jonge was een zoon van jhr. mr. Bonifacius Cornelis de Jonge (1834-1907), president van de Haagse arrondissementsrechtbank en daarna raadsheer in de Hoge Raad der Nederlanden, en Elisabeth Henrietta Maria Philipse (1839-1927). Op 5 juli 1904 trad hij in het huwelijk met Anna Cornelia barones van Wassenaer (1883-1959), oprichter en voorzitter van het Algemeen Steunfonds voor Inheemse Behoeftigen; uit dit huwelijk werden vier kinderen geboren.

## Leven en werk
De Jonge begon zijn loopbaan als ambtenaar. Als CHU-sympathisant werd hij in 1910 onder het confessionele kabinet-Heemskerk referendaris en hoofd van de juridische afdeling. Toen in mei 1917, op het hoogtepunt van de Eerste Wereldoorlog de minister van Oorlog Nicolaas Bosboom aftrad, wilde koningin Wilhelmina Hendrik Colijn terughalen. Deze diende echter een tienjarig contract uit bij de Koninklijke Bataafse Petroleummaatschappij. Hij schoof zijn geestverwant De Jonge naar voren.
Zo was de christelijke De Jonge een jaar minister van Oorlog in het vrijzinnige kabinet-Cort van der Linden. Hij kwam in die functie in conflict met koningin Wilhelmina over het voorgenomen ontslag van generaal Snijders. Na de Eerste Wereldoorlog kwam hij door toedoen van Colijn in dienst van de BPM en werd in 1931 gouverneur-generaal. In die functie ontving hij tweemaal NSB-leider Mussert en trad krachtig op tegen de inheemse oppositie. Hij liet Soekarno, Hatta en Sjahrir interneren in het kamp Boven-Digoel op Nieuw-Guinea. De Quay wenste hem in 1940 als 'sterke man' van de Nederlandsche Unie.
Terug in Nederland had De Jonge zich teruggetrokken op het landgoed Dennenoord in Oosterbeek, vanwege het rustige karakter van het dorp. Tijdens de Slag om Arnhem in september 1944 werd het dorp bezet door Britse parachutisten en volgde een week lang van harde gevechten. Zijn tennisbaan en gazon werden geruïneerd door granaatinslagen en loopgraven en zijn huis liep grote schade op.

## Onderscheidingen
- Commandeur Orde van de Nederlandsche Leeuw
- Grootkruis Orde van Oranje-Nassau